# Kevan M. Shokat
Kevan M. Shokat (* 1964) ist ein US-amerikanischer Zellbiologe und Biochemiker an der University of California, San Francisco.

## Leben
Shokat erwarb 1986 am Reed College in Portland, Oregon einen Bachelor in Chemie und 1991 bei Peter G. Schultz an der University of California, Berkeley, einen Ph.D., ebenfalls in Chemie. Als Postdoktorand arbeitete er bei Christopher C. Goodnow an der Stanford University in Stanford, Kalifornien.
1994 erhielt Shokat eine erste Professur (Assistant Professor) für Chemie an der Princeton University in Princeton, New Jersey, 1998 wurde er Associate Professor. Seit 1999 ist er sowohl an der University of California, Berkeley, als auch an der University of California, San Francisco tätig. Er ist aktuell (Stand 2014) Lehrstuhlinhaber (Chair) für zelluläre und molekulare Pharmakologie an der University of California, San Francisco. Darüber hinaus hat er eine Professur für Chemie an der University of California, Berkeley, inne. Seit 2005 forscht Shokat zusätzlich für das Howard Hughes Medical Institute (HHMI).

## Wirken
Shokat gehört zu den führenden Figuren auf dem Gebiet der Chemischen Genetik. Er verwendet Methoden der bioorganischen Chemie, um Wege der Signaltransduktion auf Ebene der einzelnen Zelle oder des gesamten Organismus aufzuklären, die sich nicht mit biochemischen oder genetischen Methoden alleine bestimmen lassen. Er befasst sich insbesondere mit der Wirkung einzelner Proteinkinasen auf das gesamte Proteom, um potentielle Arzneistoffe zum Beispiel gegen Asthma, verschiedene Formen von Krebs, neurologische Störungen, bakterielle Infektionen, Drogenabhängigkeit oder chronisches Schmerzsyndrom zu entwickeln. Die organischen niedermolekularen Verbindungen, die bestimmte Kinasen hemmen, sollen aufgrund ihrer Selektivität ein möglichst geringes Risiko haben, bei späteren klinischen Studien zu scheitern. Auch wurden Methoden entwickelt, um die Entwicklung der Zielsubstanzen zu beschleunigen.

## Auszeichnungen (Auswahl)
- 2002 Eli Lilly Award in Biological Chemistry[2]
- 2009 Mitglied der National Academy of Sciences[3]
- 2011 Mitglied der American Academy of Arts and Sciences[4]
- 2023 NAS Award for Scientific Discovery
- 2023 Sjöberg Prize[5]
- 2025 Gabbay Award